# Hydrangea lingii
Hydrangea lingii är en hortensiaväxtart som beskrevs av C. Hoo. Hydrangea lingii ingår i släktet hortensior, och familjen hortensiaväxter. Inga underarter finns listade i Catalogue of Life.